# Možemo!
Možemo!, ufficialmente Možemo! - politička platforma (dal croato: Possiamo! - Piattaforma Politica), è un partito politico croato di orientamento ecosocialista e progressista fondato nel 2019 da alcuni attivisti del movimento civico "Zagabria è Nostra" (Zagreb je NAŠ!), nato nel 2017.

## Storia
Il partito si presenta per la prima volta alle elezioni europee del 2019, concorrendo con Nuova Sinistra (NL) e Sviluppo Sostenibile della Croazia (ORaH): la lista raccoglie l'1,90% dei voti senza conseguire alcun seggio.
Alle elezioni parlamentari del 2020 è parte integrante della "Coalizione Sinistra-Verde" (Zeleno-lijeva koalicija), insieme a NL, ORaH, Fronte dei Lavoratori (RF) e a due movimenti civici (il già citato Zagreb je NAŠ! e "Per la Città", Za Grad): l'alleanza raggiunge il 6,99% ed ottiene 7 seggi, di cui 4 attribuiti a Možemo!. Il percorso unitario prosegue poi al Sabor, ove viene costituito un gruppo parlamentare unico.

## Risultati elettorali
| Elezione                                                                       | Voti    | %    | Seggi    |
| ------------------------------------------------------------------------------ | ------- | ---- | -------- |
| Europee 2019 a                                                                 | 19.313  | 1,80 | 0 / 12   |
| Parlamentari 2020 b                                                            | 116.483 | 6,99 | 4 / 151  |
| Europee 2024                                                                   | 43.890  | 5,92 | 1 / 12   |
| Parlamentari 2024                                                              | 193.051 | 9,11 | 10 / 151 |
| a Con NL e ORaH b Con NL, ORaH, RF, Zagreb je NAŠ! e Za Grad (totale seggi: 7) |         |      |          |